# Princess of China
Princess of China is de vierde single van Mylo Xyloto, het vijfde studioalbum van de Britse alternatieve rockband Coldplay. Het nummer is een duet met de op Barbados geboren popster Rihanna en werd in 2009 geschreven door Chris Martin, die destijds al hoopte dat Rihanna vocals op deze track zou willen doen.
Het nummer werd op 25 oktober 2011 uitgebracht door Parlophone en Capitol Records.

## Videoclip
De videoclip werd opgenomen in het weekend van 22 en 23 maart. Rihanna poste enkele foto's van haarzelf. Op de foto's is te zien dat Rihanna lang zwart haar zal hebben en dat ze typische Chinese kledij draagt. De videoclip kwam uit op 3 juni 2012.

## Tracklijst
| Nr. | Titel                                 | Schrijver(s)                                                         | Duur |
| --- | ------------------------------------- | -------------------------------------------------------------------- | ---- |
| 1.  | Princess of China (featuring Rihanna) | Guy Berryman, Jonny Buckland, Will Champion, Brian Eno, Chris Martin | 3:58 |

## Hitnoteringen

### Nederlandse Top 40
| Hitnotering: 25-02-2012 t/m 31-03-2012 | Hitnotering: 25-02-2012 t/m 31-03-2012 | Hitnotering: 25-02-2012 t/m 31-03-2012 | Hitnotering: 25-02-2012 t/m 31-03-2012 | Hitnotering: 25-02-2012 t/m 31-03-2012 | Hitnotering: 25-02-2012 t/m 31-03-2012 | Hitnotering: 25-02-2012 t/m 31-03-2012 | Hitnotering: 25-02-2012 t/m 31-03-2012 |
| Week:                                  | 1                                      | 2                                      | 3                                      | 4                                      | 5                                      | 6                                      |                                        |
| -------------------------------------- | -------------------------------------- | -------------------------------------- | -------------------------------------- | -------------------------------------- | -------------------------------------- | -------------------------------------- | -------------------------------------- |
| Positie:                               | 26                                     | 20                                     | 20                                     | 23                                     | 32                                     | 35                                     | uit                                    |

### NederlandseSingle Top 100
| Hitnotering: 11-02-2012 t/m 14-04-2012 | Hitnotering: 11-02-2012 t/m 14-04-2012 | Hitnotering: 11-02-2012 t/m 14-04-2012 | Hitnotering: 11-02-2012 t/m 14-04-2012 | Hitnotering: 11-02-2012 t/m 14-04-2012 | Hitnotering: 11-02-2012 t/m 14-04-2012 | Hitnotering: 11-02-2012 t/m 14-04-2012 | Hitnotering: 11-02-2012 t/m 14-04-2012 | Hitnotering: 11-02-2012 t/m 14-04-2012 | Hitnotering: 11-02-2012 t/m 14-04-2012 | Hitnotering: 11-02-2012 t/m 14-04-2012 | Hitnotering: 11-02-2012 t/m 14-04-2012 |
| Week:                                  | 1                                      | 2                                      | 3                                      | 4                                      | 5                                      | 6                                      | 7                                      | 8                                      | 9                                      | 10                                     |                                        |
| -------------------------------------- | -------------------------------------- | -------------------------------------- | -------------------------------------- | -------------------------------------- | -------------------------------------- | -------------------------------------- | -------------------------------------- | -------------------------------------- | -------------------------------------- | -------------------------------------- | -------------------------------------- |
| Positie:                               | 92                                     | 51                                     | 48                                     | 51                                     | 54                                     | 63                                     | 79                                     | 91                                     | 81                                     | 89                                     | uit                                    |

### VlaamseUltratop 50
| Hitnotering: 09-06-2012 t/m 18-08-2012 | Hitnotering: 09-06-2012 t/m 18-08-2012 | Hitnotering: 09-06-2012 t/m 18-08-2012 | Hitnotering: 09-06-2012 t/m 18-08-2012 | Hitnotering: 09-06-2012 t/m 18-08-2012 | Hitnotering: 09-06-2012 t/m 18-08-2012 | Hitnotering: 09-06-2012 t/m 18-08-2012 | Hitnotering: 09-06-2012 t/m 18-08-2012 | Hitnotering: 09-06-2012 t/m 18-08-2012 | Hitnotering: 09-06-2012 t/m 18-08-2012 | Hitnotering: 09-06-2012 t/m 18-08-2012 | Hitnotering: 09-06-2012 t/m 18-08-2012 | Hitnotering: 09-06-2012 t/m 18-08-2012 |
| Week:                                  | 1                                      | 2                                      | 3                                      | 4                                      | 5                                      | 6                                      | 7                                      | 8                                      | 9                                      | 10                                     | 11                                     |                                        |
| -------------------------------------- | -------------------------------------- | -------------------------------------- | -------------------------------------- | -------------------------------------- | -------------------------------------- | -------------------------------------- | -------------------------------------- | -------------------------------------- | -------------------------------------- | -------------------------------------- | -------------------------------------- | -------------------------------------- |
| Positie:                               | 42                                     | 28                                     | 23                                     | 26                                     | 25                                     | 23                                     | 24                                     | 20                                     | 20                                     | 33                                     | 49                                     | uit                                    |